# Maryan Synakowski
Maryan Synakowski (Calonne-Ricouart, 14 marzo 1936 – Sedan, 25 gennaio 2021) è stato un calciatore francese, di ruolo difensore.

## Carriera

### Nazionale
Ha collezionato 13 presenze con la propria nazionale.

## Palmarès
- Coppa di Francia: 2

Sedan: 1955-1956
- Supercoppa francese: 1

Sedan: 1956